# Capella de la Mare de Déu de Llorita
La Capella de la Mare de Déu de Llorita és una obra de Sant Andreu de Llavaneres (Maresme) protegida com a Bé Cultural d'Interès Local.

## Descripció
Santuari en ruïnes prop del límit amb Dosrius, al peu del camí ral, dins de la propietat de Can Lloreda. En tenim referències des del segle xvi, tot i que probablement és anterior. L'edifici, amb detalls del segle xv, es troba en mal estat.

## Història
La capella estava administrada per l'Ajuntament de Llavaneres des de 1628 per mediació d'un ermità que vivia en les dependències annexes a la capella. Cada any s'hi celebrava un aplec.
En les visites pastorals de segle xviii es considerada com "ermita del comú", probablement pel fet d'esser administrada per l'ajuntament i no pels propietaris. Al segle xix el metge barceloní Francesc Colom va comprar can Lloreda i va iniciar un plet per tal de fer fora l'ermità. El 1829 l'Ajuntament va haver de donar les claus de la capella i de l'habitatge i es traslladen el retaule i la imatge a la parròquia del poble.